# Choroba Haglunda
Choroba Haglunda (choroba Haglunda-Severa, jałowa martwica guza piętowego, łac. apophysitis calcanei, morbus Haglund) – choroba należąca do grupy jałowych martwic kości. Martwica dotyczy guza piętowego kości piętowej. 
Dotyczy najczęściej dzieci w okresie skoku pokwitaniowego. Niekiedy związana z przeciążeniem podczas wysiłku fizycznego. Głównym objawem jest silny ból uniemożliwiający oparcie pięty o podłoże. Może wystąpić obrzęk w okolicy guza piętowego. W ponad 60% przypadków jest obustronna.
Chorobę opisał jako jeden z pierwszych Patrik Haglund (1870-1937).